# Bulatovac
Bulatovac (izvirno srbsko Булатовац) je naselje v Srbiji, ki upravno spada pod Občino Prokuplje; slednja pa je del Topliškega upravnega okraja.

## Demografija
V naselju, katerega izvirno (srbsko-cirilično) ime je Булатовац, živi 120 polnoletnih prebivalcev, pri čemer je njihova povprečna starost 48,9 let (50,0 pri moških in 47,8 pri ženskah). Naselje ima 48 gospodinjstev, pri čemer je povprečno število članov na gospodinjstvo 2,85.
To naselje je, glede na rezultate popisa iz leta 2002, večinoma srbsko, a v času zadnjih treh popisov je opazno zmanjšanje števila prebivalcev.
|  |

| Demografija | Demografija     | Demografija     |
| Leto        | Št. prebivalcev | Št. prebivalcev |
| ----------- | --------------- | --------------- |
|             |                 |                 |
|             |                 |                 |
|             |                 |                 |
|             |                 |                 |
| 1948        | 431             |                 |
| 1953        | 434             |                 |
| 1961        | 372             |                 |
| 1971        | 251             |                 |
| 1981        | 244             |                 |
| 1991        | 190             | 184             |
| 2002        | 138             | 137             |
|             |                 |                 |

| Etnična sestava po popisu iz leta 2002 | Etnična sestava po popisu iz leta 2002 | Etnična sestava po popisu iz leta 2002 | Etnična sestava po popisu iz leta 2002 | Etnična sestava po popisu iz leta 2002 |
| -------------------------------------- | -------------------------------------- | -------------------------------------- | -------------------------------------- | -------------------------------------- |
| Srbi                                   | Srbi                                   |                                        | 134                                    | 97,81%                                 |
| Hrvati                                 | Hrvati                                 |                                        | 1                                      | 0,72%                                  |
| Neznano                                | Neznano                                |                                        | 2                                      | 1,45%                                  |